# 1924 في العراق
فيما يلي قوائم الأحداث التي وقعت خلال عام 1924 في العراق.

## سياسة

### تعيين في المنصب
- 2 أغسطس – ياسين الهاشمي رئيس وزراء العراق.

### انتهاء فترة المنصب
- 3 أغسطس – جعفر العسكري رئيس وزراء العراق.

## مواليد

### يناير
- 1 يناير – باكزة رفيق حلمي باحثة ومؤلفة كردية في اللغات.
- 1 يناير – توما توماس سياسي عراقي.
- 1 يناير – حيدر العمر أول مخرج سينمائي عراقي.
- 1 يناير – خالدة القيسي دكتورة وباحثة وعالمة عراقية.
- 1 يناير – صالح مهدي عماش سياسي ومؤرخ وكاتب ومؤلف وشاعر ووزير عراقي.
- 1 يناير – طه محي الدين معروف سياسي عراقي.
- 1 يناير – عاتكة الخزرجي شاعرة عراقية.
- 1 يناير – قاسم المفتي طبيب عراقي.

### تاريخ غير معروف
- باقر سماكة – شاعر وأستاذ جامعي عراقي (ت 1994).

## وفيات

### يناير
- 1 يناير – محمود شكري الآلوسي (مواليد 1856) أديب ومؤرخ وفقيه ومحدث وعالم مسلم عراقي.